# Chiruran: Shinsengumi Requiem
Chiruran: Shinsengumi Requiem (ちるらん 新撰組鎮魂歌?), también conocido como Chiruran: Shinsengumi Chinkon-ka, es un manga realizado por Shinya Umemura (historia) y Eiji Hashimoto (arte).
Un manga spin-off, también realizado por los mismos autores, Chiruran: Nibun no Ichi (ちるらん にぶんの壱?), ha recibido una adaptación al anime en la temporada de invierno de 2017. En mayo de 2017 se publicó un episodio especial en formato DVD.

## Medios de comunicación

### Manga
Está siendo publicado en la revista mensual Comic Zenon de la editorial Tokuma Shoten.

### Obra teatral
Ha sido confirmada la adaptación al teatro del manga original.

### Chiruran: Nibun no Ichi

#### Manga
Es un manga cómico, spin-off del original, escrito y dibujado por los mismos autores. También es publicado en la revista Comic Zenon, desde mayo de 2016.

#### Anime
Una serie de anime ha sido adaptada por el estudio LandQ studios, y constó de 12 episodios. Cada episodio tiene una duración aproximada de 2 minutos.

##### Equipo de Producción
- Directora: Fumie Moroi
- Diseño de personajes: Mutsuaki Murata
- Directora de Arte: Mieko Ichihara
- Directora de Fotografía: Toshitaka Kanda
- Diseño de Color: Tomomi Murakami
- Edición: Kashiko Kimura

##### Reparto
| Personaje          | Seiyū Original (Japón) |
| ------------------ | ---------------------- |
| Hijikata Toshizō   | Tatsuhisa Suzuki       |
| Nagakura Shinpachi | Yūichirō Umehara       |
| Saitō Hajime       | Ryōhei Kimura          |
| Harada Sanosuke    | Shouta Aoi             |
| Okita Sōji         | Tsubasa Yonaga         |
| Kondō Isami        | Wataru Takagi          |
| Kai Shimada        | Fukushi Ochiai         |
| Serizawa Kamo      | Katsuyuki Konishi      |
| Tōdō Heisuke       | Makoto Furukawa        |
| Yamanami Keisuke   | Showtaro Morikubo      |

##### Banda sonora
- Opening: Boku no Te ni Fureru na (僕の手に触れるな) por Kamisama, Boku wa Tsudzuite Shimatta (神様、僕は気づいてしまった).

##### Especial
El 26 de mayo de 2017 saldrá un episodio especial basado en el corto. Se considererá como el 13º episodio y durará 2 minutos.